# 荒木氏 (摂津国)
荒木氏（あらきし）は、摂津国の武家の氏族。

## 出自
『寛政重修諸家譜』によると、荒木氏は波多野義通の3代孫・波多野義定の8代孫・波多野兵部少輔氏義が丹波国天田郡荒木村に住んだのが始まりとされ、藤原秀郷（血脈上は源範頼）の子孫である。摂津に移動した後は有力国人である池田氏に仕えていた。

## 概要
『寛政重修諸家譜』では、荒木氏の家祖は荒木大蔵大輔安芸守定氏であり、摂津国大物浦で戦死したとされる（大物崩れか）。定氏には荒木兵部大輔氏義、弓兵衛某、荒木美作守氏元、荒木信濃守義村がおり、義村の子が荒木信濃守村重である。
村重は池田勝正の家臣として仕え、池田長正の娘を娶っていた。しかし、義兄弟の池田知正とともに三好氏に寝返り勝正を追放した。元亀2年（1571年）8月28日の白井河原の戦い以降は織田家に仕え、天正2年（1574年）11月15日には摂津国人である伊丹氏の支配する伊丹城を落とし、伊丹城主となり摂津一国を任された。しかし、天正6年（1578年）10月には有岡城（伊丹城）にて信長に謀反を起こし、翌年には敗北して息子・村次と共に従兄弟の荒木志摩守元清がいる花隈城に移り、最後は毛利氏のもとに亡命し、尾道に隠遁したとされる。天正10年（1582年）6月に信長が本能寺の変で死亡した後には、村重は尾道から堺に移り道薫（どうくん）と名乗って、津田宗及の茶会に出席している天正14年（1586年）5月4日に52歳で堺で死去した。
荒木氏の名跡は村重の叔父・氏元の系統が継承した。氏元の子・荒木志摩守元清は村重に仕え、摂津国花隈城を居城とした。後に豊臣秀次に仕え、秀次が死ぬと流刑となったが、豊臣秀吉が死去すると京都に戻った。
元清の子・荒木元満は豊臣秀次に仕えたのちに黒田長政の下に身を寄せていたが、馬術の才能によって徳川秀忠に召し出され、後に徳川忠長に仕え駿河国で死去した。元満の子孫は幕臣として続いた。

### 当主
- 荒木定氏
- 荒木義村
- 荒木村重
- 荒木元清
- 荒木元満

### 関連人物
- 荒木重堅
- 池田知正